# Federazione cestistica delle Kiribati
La Federazione cestistica delle Kiribati è l'ente che controlla e organizza la pallacanestro nelle Kiribati.
La federazione controlla inoltre la nazionale di pallacanestro delle Kiribati e ha sede ad Bairiki.
È affiliata alla FIBA dal 1987 e organizza il campionato di pallacanestro delle Kiribati.